# محدوده رایگان
محدوده رایگان (استونیایی: Free Range: Ballaad maailma heakskiitmisest) فیلمی در ژانر درام به کارگردانی ویکو اوونپو است که در سال ۲۰۱۳ منتشر شد.